# Тепляківська сільська рада
Теплякі́вська сільська рада (рос. Тепляковский сельский совет) — муніципальне утворення у складі Бураєвського району Башкортостану, Росія. Адміністративний центр — село Тепляки.

## Населення
Населення — 455 осіб (2019, 727 в 2010, 1078 в 2002).

## Склад
До складу поселення входять такі населені пункти:
| Населений пункт      | Населення, осіб (2002) | Населення, осіб (2010) |
| -------------------- | ---------------------- | ---------------------- |
| Ардашево, присілок   | 76                     | 55                     |
| Арняшево, присілок   | 172                    | 102                    |
| Асавтамак, присілок  | 145                    | 100                    |
| Байшади, присілок    | 188                    | 135                    |
| Кам-Ключ, присілок   | 14                     | 4                      |
| Ніколаєвка, присілок | 17                     | 4                      |
| Сарсаз, присілок     | 49                     | 46                     |
| Тазтуба, присілок    | 40                     | 12                     |
| Тепляки, село        | 377                    | 269                    |